# 河野保人
河野 保人（こうの やすと、1932年 - ）は、日本のツィター奏者。

## 経歴
宮崎県児湯郡都農町出身。小さい頃は音楽教師の叔母にヴァイオリンやピアノ、作曲の手ほどきを受ける。小学5年生の時、叔母の家にあったレコードで初めてツィターの曲を聴く。宮崎県立高鍋高等学校卒業後、音楽家を目指して上京。ヴァイオリンの奏者として米軍キャンプを訪問した際、初めて実物のツィターと出会い、演奏家を志すようになった。
1960年、ツィターを学ぶためにドイツに渡航。ドイツでもプロの演奏家はほとんどおらず、学校もない為、独学で演奏技術を身に着けつつ、酒場などで演奏する市井の演奏家や教会などを訪ねて、楽譜の収集や採譜を行う。そのようにして集めた楽譜は3000曲以上に及んだ。
1960年半ばから演奏活動を開始。日本各地で定期的な演奏会を開く他、ヨーロッパでも活動を行っている。ツィターはヨーロッパでも奏者が少なくなっていることもあり、世界的な奏者と評価されている。1991年には中国の上海音楽学院で同国では初めてのツィター音楽会を開催した。
ツィターの収集家としても知られ、60台以上のコレクションを所持している。

## 親交
映画「第三の男」の主題歌の演奏で知られるアントーン・カラスとは生前付き合いがあった。カラスが訪日した際、河野が演奏している店を訪れたのが出会い。その後、2人は意気投合し、共演もするようになった。河野はウィーンに来る際はカラスの元をよく訪れてたという。
また、オーストリアの国立スキー学校に通っていた頃からツィターのファンであった三笠宮寬仁親王とは福祉団体のコンサートに友情出演した時からの知り合い。親王の頼みで動物福祉のチャリティー演奏会を開いた事もある。寛仁親王は1988年に発足した河野保人の後援会の会長も務めた。

## 家族
長男の直人もツィター奏者。1990年5月にデビューし、1999年10月の北海道釧路市の演奏会で初共演。以降も度々親子で舞台に立っている。長女はドッグトレーナー。